# Rundkapelle Eisenharz

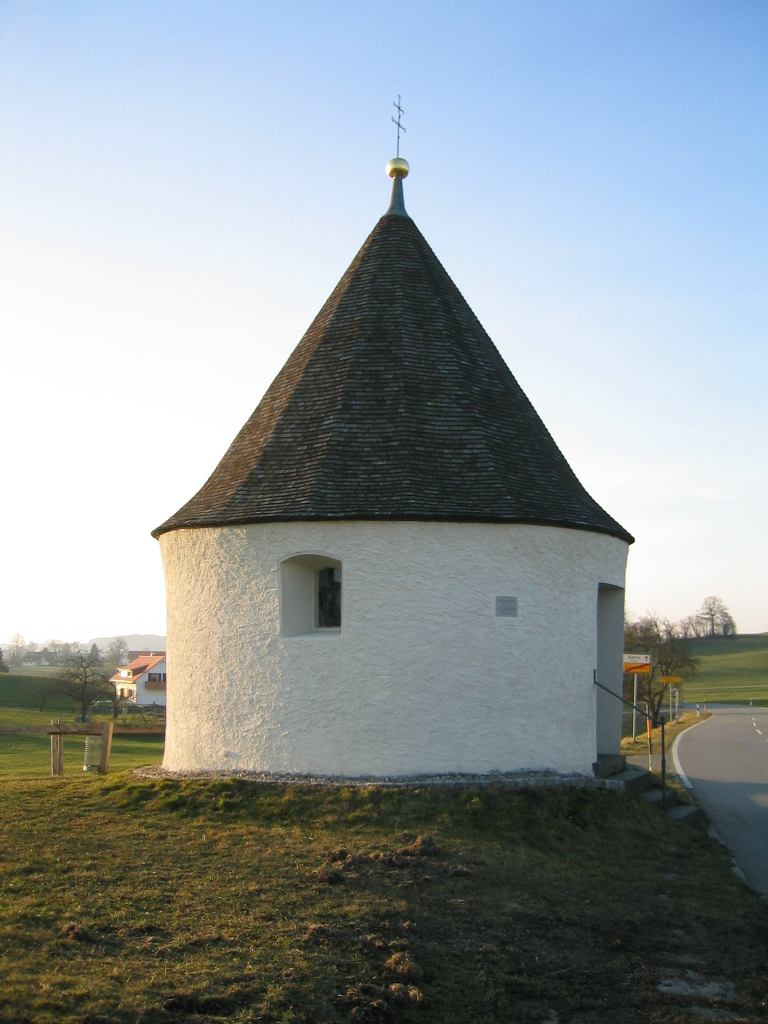
Rundkapelle Eisenharz (2007)

Die Rundkapelle Eisenharz ist eine Kapelle in Eisenharz, einem Gemeindeteil von Argenbühl im baden-württembergischen Landkreis Ravensburg im Westallgäu.

## Beschreibung
Die Kapelle befindet sich am Ortsausgang an der Kreisstraße 8018 in Richtung Ratzenried. Die mit Holzschindeln gedeckte Kapelle wurde im Jahre 1966 umfassend renoviert. Dabei stieß man auf ein mittelalterliches Fundament aus Feldsteinen, die mit Lehm zusammengefügt waren. Später wurden über die Feldsteine Ziegel gelegt. Das Altarbild hat den Heiligen Eligius zum Thema. Er ist als Hufschmied beim Beschlagen eines Pferdes dargestellt. Über dem Heiligen befindet sich ein Bildnis der Maria, Mutter vom Guten Rat, an den Seiten Holzfiguren der Heiligen Sebastian und Eligius. Am Zweiten Weihnachtsfeiertag (Stephanus) ist sie seit 1927 Ziel einer jährlich stattfindenden örtlichen Reiterprozession der Stefansreitergruppe Eisenharz und umliegender Reitergruppen. Vermutlich gab es die Prozession zur Kapelle schon im 17. Jahrhundert.

## Trivia
Die Tatsache, dass man bei der Renovierung 1966 unter den Feldsteinen des Bauwerkes das Skelett eines Mannes fand, eröffnete Spekulationen in der Richtung, ob der Rundbau nicht in früherer Zeit als Beinhaus seine Verwendung hatte. Auch besteht die Möglichkeit, dass es sich bei dem Standort der Kapelle um einen vorchristlichen Kultplatz handeln könnte.